# Amar Demais
Amar Demais é uma telenovela portuguesa transmitida pela TVI de 14 de setembro de 2020 a 24 de setembro de 2021, substituindo meses mais tarde Na Corda Bamba e sendo substituída semanas depois por Para Sempre. Foi produzida pela Plural Entertainment e escrita por Maria João Costa, com filmagens em Lisboa e na Ilha do Faial.
Foi reposta na TVI Ficção de 3 de setembro de 2022 a 21 de julho de 2023, substituiu Na Corda Bamba e foi substituída por Bem me Quer.  
É protagonizada por Graciano Dias, Ana Varela, Fernanda Serrano, Sérgio Praia e Sofia Ribeiro.

## Sinopse
A trama começa cerca de duas décadas atrás, quando Zeca (Graciano Dias) aceita ser preso por um assassinato que não cometeu a troco de uma avultada quantia para salvar a mãe, que padece de uma terrível doença e cujos tratamentos são muito caros.
Contudo, já na prisão, acaba por receber uma péssima notícia: quem se comprometera a dar-lhe o dinheiro não o irá fazer, pagando-lhe apenas metade do combinado. E tudo isto levará à morte da sua mãe.
Sem alternativa, Zeca permanece vários anos na cadeia e aproveita esse tempo para se tornar um homem diferente. Ele, que, no passado, fora uma espécie de Robin dos Bosques, que sempre fez de tudo para ganhar dinheiro e ajudar a família para que nada faltasse em casa e que quase acabou por ir parar a uma casa de correção, começa, agora, a estudar, algo que não pôde fazer em jovem, por ter trabalhado desde criança.
A trama dá, então, um pulo para a atualidade, para o dia em que o rapaz é finalmente posto em liberdade e irá reencontrar Vanda (Fernanda Serrano), presidente de uma associação que presta apoio a crianças com doenças raras e que leva uma vida dupla sem ninguém saber.
Ela era a mulher do homem que Zeca assumiu ter assassinado e que, por isso, não aceita que ele saia da prisão antes de cumprir a totalidade da sua pena. E não irá facilitar-lhe a vida, procurando fazer de tudo para que ele volte para a cadeia e pague, até ao último dia, pelo crime que assumiu ter cometido.
Em liberdade, o rapaz quer recuperar o tempo perdido e provar a sua inocência. É esse o seu grande objetivo: mostrar a todas as pessoas que o rodeavam que estavam enganadas a seu respeito.
De regresso à vida real, arranja emprego numa editora. Pelo caminho, reencontra Ema (Ana Varela), uma amiga de infância por quem sempre foi apaixonado e com quem chegou a namorar, mas de quem acabou por perder o rasto, depois de ela ter perdido toda a família e deixado Portugal.
Ao longo de vinte anos, a rapariga refez a sua vida e casou-se com Raul (Sérgio Praia), o filho do dono da editora para a qual Zeca trabalha e que, na realidade, foi quem matou o marido de Vanda. Só que nem Raul sabe que Zeca é o mesmo homem que assumiu o seu crime, nem Zeca sabe que foi Raul o verdadeiro criminoso, uma vez que tudo foi tratado por um intermediário, Peter (Joaquim Nicolau), tio do vilão.
Todavia, a relação entre ambos começa logo mal, com o vilão a destratar o novo empregado mal este chega à empresa. A verdade é que, nesta altura, já o casamento de Raul e Ema conheceu dias melhores, sobretudo porque o vilão trata mal a mulher e rejeita o filho que ambos tiveram por a criança padecer de uma rara doença.  É este o ponto de ligação da rapariga a Vanda, de quem é amiga.
No meio de toda a vingança, Zeca encontra uma pista que irá levá-lo a uma fortuna de diamantes e que lhe trará a hipótese de ter uma nova vida. Não será fácil, uma vez que estes mesmos diamantes pertencem a Peter, que fez fortuna na África do Sul, com a exploração de minas, e que foi roubado e não descansará enquanto não os encontrar.
Na verdade e sem saber, Zeca vai querer vingar-se dos verdadeiros donos da fortuna que irá receber.

## Elenco
| Ator/Atriz          | Personagem                                    | Fases        | Fases        |
| Ator/Atriz          | Personagem                                    | 1            | 2            |
| ------------------- | --------------------------------------------- | ------------ | ------------ |
| Graciano Dias       | José Carlos «Zeca» Soares Goulart             | Protagonista | Protagonista |
| Ana Varela          | Ema Avelar                                    | Protagonista | Protagonista |
| Fernanda Serrano    | Vanda Gonçalves Rodrigues                     | Antagonista  | Antagonista  |
| Sérgio Praia        | Raul Benvindo                                 | Antagonista  | Antagonista  |
| Sofia Ribeiro       | Célia Maria Campos                            | Antagonista  | Antagonista  |
| Sofia Ribeiro       | Madalena Antunes Stevens                      | Participação | Regular      |
| Ricardo Carriço     | Gabriel Vilanova                              | Regular      | Regular      |
| Dina Félix da Costa | Emília «Mi» Soares Goulart                    | Regular      | Regular      |
| João Lagarto        | Arnaldo Soares                                | Regular      | Regular      |
| Joaquim Nicolau     | Pedro «Peter» Manuel Benvindo                 | Regular      | Regular      |
| Ana Guiomar         | Rute Soares Goulart                           | Regular      | Regular      |
| Catarina Rebelo     | Joana Andreia Campos / Mariana Avelar Goulart | Regular      | Regular      |
| Nuno Pardal         | André «Eça» Queiroz                           | Regular      | Regular      |
| Nuno Homem de Sá    | Ulisses Queiroz                               | Regular      | Regular      |
| Joana Manuel        | Carolina de Bragança Beckett                  | Regular      | Regular      |
| Sofia Nicholson     | Filomena Gonçalves                            | Regular      | Regular      |
| Susana Arrais       | Evelina Castelo Branco                        | Regular      | Regular      |
| Ricardo Castro      | Miguel Santos Costa                           | Regular      | Regular      |
| Carla Vasconcelos   | Gisela Soares Goulart                         | Regular      | Regular      |
| Helena Costa        | Olga Soares Goulart                           | Regular      | Regular      |
| Salvador Nery       | Fernando «Fana» Pinto                         | Regular      | Regular      |
| Miguel Bogalho      | Sandro Gonçalves Soares                       | Regular      | Regular      |
| Madalena Brandão    | Salomé Correia                                | Regular      | Regular      |
| Beatriz Barosa      | Rita Antunes Stevens                          | Regular      | Regular      |
| Isabel Figueira     | Estela Campos                                 | Regular      | Regular      |
| Diogo Branco        | Luís Gonçalves Rodrigues                      | Regular      | Regular      |
| Filipe Matos        | Frederico «Fred» Raposo                       | Regular      | Regular      |
| Matilde Reymão      | Diana Benvindo Stanley                        | Regular      | Regular      |
| Filipa Pinto        | Constança Goulart                             | Regular      | Regular      |
| Jorge Albuquerque   | David Benvindo                                | Regular      | Participação |
| Rodrigo Soares      | Rui Manuel dos Santos Benvindo                | Ausente      | Regular      |
| Mafalda Rodiles     | Liliana Alves                                 | Ausente      | Regular      |
| Rui Santos          | Xavier Morais                                 | Ausente      | Regular      |
| Diogo Dourguette    | José Carlos «Zequinha» Benvindo               | Infantil     | Infantil     |

### Participação especial
| Ator/Atriz           | Personagem                |
| -------------------- | ------------------------- |
| Lia Gama             | Antonieta de Bragança     |
| Maria Emília Correia | Maria Helena Benvindo     |
| Estrela Novais       | Conceição «São» dos Anjos |
| Vera Mónica          | Lina                      |
| Sinde Filipe         | Jaime Queiroz             |

### Elenco adicional
| Ator/Atriz              | Personagem          |
| ----------------------- | ------------------- |
| Gustavo Benza           | Zeca (criança)      |
| Matilde Serrão          | Ema (criança)       |
| Rodrigo Tomás           | Zeca (jovem)        |
| Carolina Cunha e Costa  | Ema (jovem)         |
| Duarte Pinho e Melo     | Raul (jovem)        |
| Inês Pires Tavares      | Célia (jovem)       |
| Mariana Freitas         | Estela (jovem)      |
| Rute Miranda            | Rosa Soares Goulart |
| Heitor Lourenço         | Paulo Ferreira      |
| Teresa Faria            | Elisabete           |
| Vítor Norte             | Preto               |
| João Saboga             |                     |
| Carlos Oliveira         | Mateus              |
| Bruno Bernardo          | Nené                |
| Ana Saragoça            | Corália Raposo      |
| Hugo Nicholson Teixeira | Diogo               |

## Lista de fases
| Resumo | Resumo | Episódios | Episódios | Originalmente exibido  | Originalmente exibido  |
| Resumo | Resumo | Episódios | Episódios | Estreia da temporada   | Final da temporada     |
| ------ | ------ | --------- | --------- | ---------------------- | ---------------------- |
|        | 1      | 111       | 111       | 14 de setembro de 2020 | 3 de fevereiro de 2021 |
|        | 2      | 167       | 167       | 4 de fevereiro de 2021 | 24 de setembro de 2021 |

## Exibição internacional

### Brasil
A trama está disponível com exclusividade na plataforma de streaming Globoplay, a primeira temporada foi dividida em duas partes, a primeira estreou em 21 de março de 2022 e a segunda em 2 de maio de 2022. A segunda temporada estreou em 28 de março de 2023.

### Dubai
A trama esteve prevista para estrear no primeiro semestre de 2022. Não há dados que confirmem que essa estreia realmente aconteceu.

### Outros territórios fora de Portugal
À data de 2023, a telenovela está a ser transmitida pela TVI Internacional.

## Audiências
Na estreia, dia 14 de setembro de 2020, Amar Demais marcou 12.0 de rating e 22.8% de share, com cerca de 1 milhão e 135 mil espectadores, na vice-liderança, sendo a telenovela com mais espectadores numa estreia desde A Teia (2018), perdendo para a estreia da 4.ª temporada da série Golpe de Sorte da SIC.
No segundo episódio, Amar Demais bateu recorde e marcou 12.3 de rating e 23.4% de share, com cerca de 1 milhão e 167 mil espectadores, na vice-liderança. No melhor momento, a novela chegou aos 13.8/26.4%.
Em outubro, foi atrasada para o horário das 23h, diminuindo o Rating. No dia 22 de outubro, a novela marcou 9.3 de rating e 24.6% de share, com cerca de 882 mil espectadores, na liderança.
No dia 24 de setembro de 2021, sexta, o último episódio de Amar Demais, regista 8.8 de rating e 23.5% de share, com cerca de 832.300 espectadores, na liderança, sendo um dos piores resultados de uma final de uma telenovela da TVI, desde A Teia.
| Média | Média     | Episódios exibidos | Rating | Share | Ref.   |
| ----- | --------- | ------------------ | ------ | ----- | ------ |
| 2020  | Setembro  | 15                 | 11.1   | 21.9% | [ 12 ] |
| 2020  | Outubro   | 24                 | 9.8    | 20.9% | [ 13 ] |
| 2020  | Novembro  | 23                 | 8.1    | 21.1% | ...    |
| 2020  | Dezembro  | 23                 | 8.0    | 20.2% | ...    |
| 2021  | Janeiro   | 23                 | 8.1    | 20.2% | ...    |
| 2021  | Fevereiro | 23                 | 8.9    | 20.9% | ...    |
| 2021  | Março     | 23                 | 8.3    | 20.0% | ...    |
| 2021  | Abril     | 21                 | 8.5    | 21.3% | [ 14 ] |
| 2021  | Maio      | 21                 | 8.0    | 22.1% | [ 15 ] |
| 2021  | Junho     | 22                 | 7.     | ...   | [ 16 ] |
| 2021  | Julho     | 21                 | 8.     | ...   | [ 17 ] |
| 2021  | Agosto    | 21                 | 7.     | ...   | ...    |
| 2021  | Setembro  | 18                 | 8.     | ...   | [ 18 ] |
| Total | Total     | 278                | 8.5    | ...   |        |

## Músicas
Referências:
| Tema                               | Intérprete(s)                 | Personagem tema | Notas            |
| ---------------------------------- | ----------------------------- | --------------- | ---------------- |
| "Santo Domingo"                    | João Pedro Pais               | —               | Tema de genérico |
| "Recomeçar"                        | Fernando Daniel               | Zeca            | —                |
| "Queria"                           | Renato Júnior e Lúcia Moniz   | Zeca e Ema      | —                |
| "Se Amanhã"                        | Paulo Sousa e Pedro Gonçalves | Joana           | —                |
| "Memória"                          | Ana Bacalhau                  | Célia           | —                |
| "Quando Tiveres Tempo"             | Viviane                       | Evelina         | —                |
| "Cola-te a mim"                    | Nininho Vaz Maia              | Emília e David  | —                |
| "All We Need This Love (Acústico)" | Virgul                        | —               | —                |
| "Roda Roda a Cabecinha"            | Bombocas                      | —               | —                |
| "These boots are made for walkin"  | The Legendary Tigerman        | Peter           | —                |
| "Amanhã"                           | Teresinha Landeiro            | —               | —                |
| "I love you's"                     | Hailee Steinfeld              | Diana           | —                |
| "Olhos nos olhos"                  | Diogo Abrantes                | —               | —                |
| "Larga o Osso"                     | Joana                         | —               | —                |
| "Dame Tu amor"                     | Jay Laroye                    | —               | —                |
| "Noite"                            | Ricardo de Sá                 | —               | —                |
| "Uber"                             | Enghel, Sibilino & Benavides  | —               | —                |

## Prémios
Troféus de Televisão TV 7 Dias/Impala
| Ano  | Prémio            | Resultado |
| ---- | ----------------- | --------- |
| 2021 | Melhor Telenovela | Indicado  |

## Curiosidades
- Os atores Pedro Lima e Fernanda Lapa faleceram durante as gravações da telenovela. O ator Ricardo Carriço foi chamado para substituir Pedro Lima e a atriz Maria Emília Correia foi chamada para substituir Fernanda Lapa.

- José Wallenstein, Cândido Ferreira e Lourdes Norberto tiveram que abandonar as gravações da telenovela devido a problemas de saúde. O ator Nuno Homem de Sá foi chamado para substituir José Wallenstein, Vítor Norte foi chamado para substituir Cândido Ferreira e Lia Gama foi chamada para substituir Lourdes Norberto.
- Marca o regresso de Ana Guiomar à ficção da TVI, 13 anos depois.
- É a terceira novela consecutiva da autora Maria João Costa em que os atores Dina Félix da Costa, Nuno Pardal, Susana Arrais e Ana Saragoça fazem parte do elenco.